# 高峰妙子

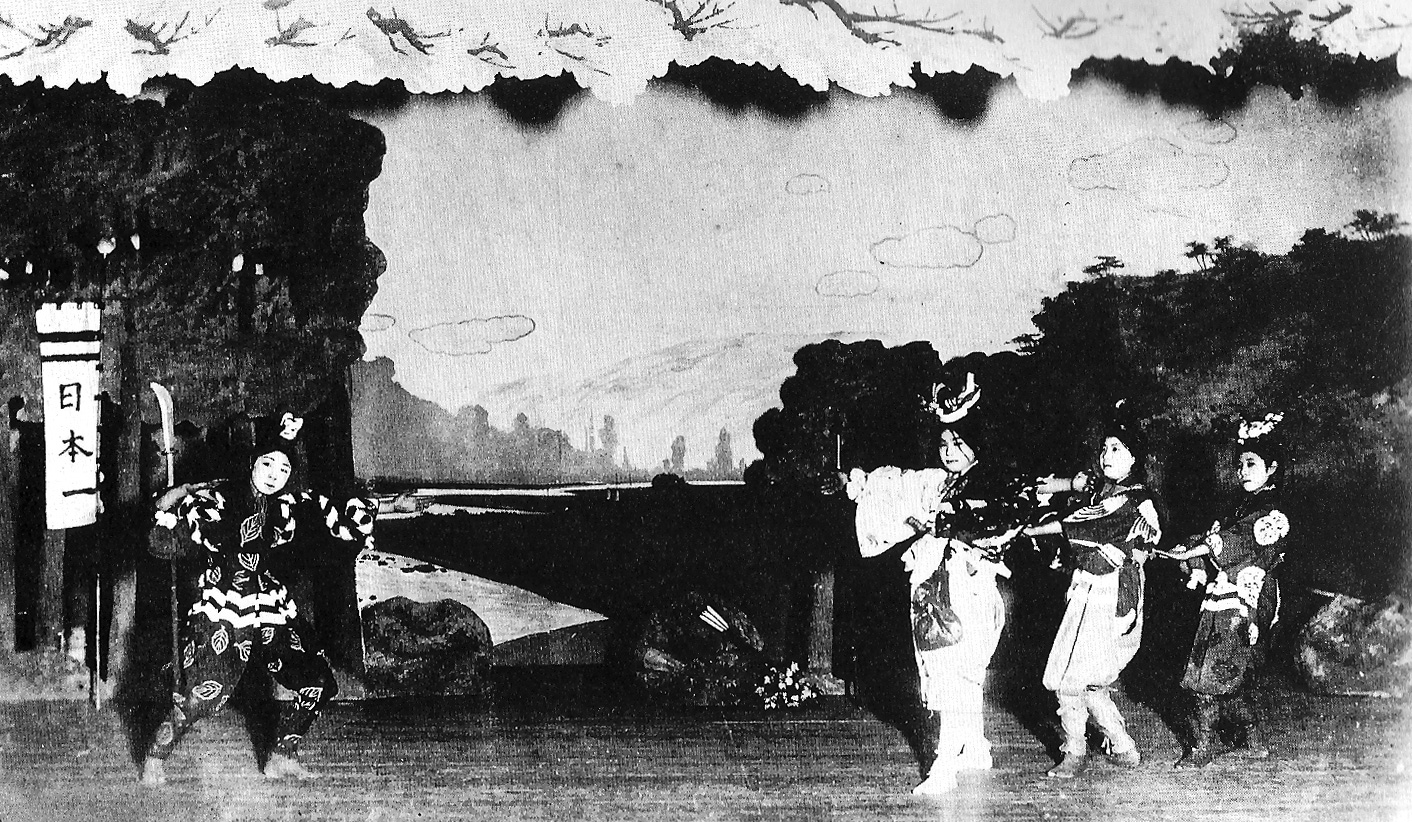
ドンブラコで桃太郎を演じる高峰（右から3人目）（1914年：パラダイス劇場）

高峰 妙子（たかみね たえこ、本名：中村薫、旧姓：浅井、1899年（明治32年）5月6日 - 1980年（昭和55年）11月15日）は、元宝塚少女歌劇団男役主演スター（初公演の主役。男役スター第一号。花組&雪組主演男役でもあった。）。宝塚歌劇団1期生。愛称はアッサン。同期生に大江文子、雲井浪子、小倉みゆき、由良道子や筑波峯子らがいる。福井県坂井郡本荘村（現：あわら市)出身。元・宝塚歌劇団・宝塚音楽学校声楽講師である。

この芸名は小倉百人一首の第4番：山部赤人の
から命名された。

## 略歴・エピソード
1913年7月、宝塚唱歌隊（この年の12月に宝塚少女歌劇養成会に改称）に14歳で入隊。 
1914年4月 - 5月、宝塚少女歌劇（現在の宝塚歌劇）の初公演である『ドンブラコ』で主演の桃太郎を演じた。初演当時は14歳であったが4月-5月の公演中に15歳を迎えた。
当時「ひふみよいむな」と読むのが普通だった音階を「ドレミファ～」と歌ったことで即採用になった逸話がある。
1927年2月24日、宝塚少女歌劇団を27歳で退団。退団後は歌劇団で声楽の講師を務める。
1980年、81歳で逝去。
2015年、『宝塚歌劇の殿堂』の殿堂選考にて、タカラジェンヌとしては剣幸とともに殿堂入りを果たした。

## 宝塚時代の主な舞台出演
- 『ドンブラコ』- 桃太郎 役、『浮れ達摩』『胡蝶』（1914年4月1日 - 5月30日、宝塚歌劇場(パラダイス劇場)）
- 『櫻大名』（1916年3月19日 - 5月21日、宝塚歌劇場(パラダイス劇場)）
- 『ヴェニスの夕』（1916年7月20日 - 8月31日、宝塚歌劇場(パラダイス劇場)）
- 『アンドロクレスと獅子』（1917年3月20日 - 5月20日、宝塚歌劇場(パラダイス劇場)）
- 『リザール博士』『夜の卷』（1917年7月20日 - 8月31日、宝塚歌劇場(パラダイス劇場)）
- 『コサツクの出陣』『ゴザムの市民』（1917年10月20日 - 11月30日、宝塚歌劇場(パラダイス劇場)）
- 『新世帶』『神樂狐』（1918年3月20日 - 5月20日、宝塚歌劇場(パラダイス劇場)）
- 『造物主』『クレオパトラ』（1918年7月20日 - 8月31日、宝塚歌劇場(パラダイス劇場)）
- 『馬の王様』（1918年10月20日 - 11月30日、宝塚歌劇場(パラダイス劇場)）
- 『花咲爺』『啞女房』（1919年1月1日 - 1月20日、宝塚歌劇場(パラダイス劇場)）
- 『桶の中の哲學者』（1919年3月20日 - 5月20日、宝塚新歌劇場(公会堂劇場)）
- 『蟹滿寺緣起』『世界漫遊』（1919年7月20日 - 8月31日、宝塚新歌劇場(公会堂劇場)）
- 『涅槃猫』『女醫者』（1919年10月20日 - 11月30日、宝塚新歌劇場(公会堂劇場)）
- 『魔法の種』（1920年1月1日 - 1月20日、宝塚新歌劇場(公会堂劇場)）
- 『酒の行兼』（1920年3月20日 - 5月20日、宝塚新歌劇場(公会堂劇場)）
- 『コロンブスの遠征』（1920年7月20日 - 8月31日、宝塚新歌劇場(公会堂劇場)）
- 『五人娘』『月光曲』（1920年10月20日 - 11月30日、宝塚新歌劇場(公会堂劇場)）
- 『雀のお宿』（1921年1月1日 - 1月20日、宝塚新歌劇場(公会堂劇場)）
- 『守錢奴』（第一部）（1921年3月20日 - 5月20日、宝塚新歌劇場(公会堂劇場)）
- 『成金』『田樂男』（第一部）（1921年7月20日 - 8月31日、公会堂劇場）
- 『カインの殺人』『能因法師』『戀の老騎士』（花組）（1921年10月20日 - 11月30日、第二歌劇場）
- 『室咲』（花組）（1923年1月1日 - 1月20日、宝塚新歌劇場(公会堂劇場)）
- 『貞任の妻』『アミナの死』（花組）（1923年4月11日 - 5月10日、宝塚新歌劇場(中劇場)）
- 『ドーバンの首』（花組）（1923年7月10日 - 8月19日、宝塚新歌劇場(中劇場)）
- 『楊貴妃』『マルチンの望』（花組）（1923年9月25日 - 10月24日、宝塚新歌劇場(中劇場)）
- 『笛が鳴る』『マルタ』（花組）（1924年1月1日 - 1月31日、宝塚新歌劇場(中劇場)）
- 『王者の劍』『中山寺緣起』（花組）（1924年5月1日 - 5月21日、宝塚新歌劇場(中劇場)）
- 『カチカチ山』『女郎蜘蛛』（月・花組）（1924年7月19日 - 9月2日、宝塚大劇場）
- 『佐保姫』『眼』（花組）（1924年11月1日 - 11月30日、宝塚大劇場）
- 『陰雨』（花組）（1925年6月1日 - 6月30日、宝塚大劇場）
- 『カルメン』（雪組）（1925年8月1日 - 8月31日、宝塚大劇場）
- 『守錢奴』（花組）（1925年12月1日 - 12月28日、宝塚大劇場）
- 『神樂狐』（雪組）（1926年2月1日 - 2月28日、宝塚大劇場）
- 『紅梅染』（雪組）（1926年8月1日 - 8月31日、宝塚大劇場）
- 『熊襲兄弟』（雪組）（1926年11月1日 - 11月30日、宝塚大劇場）
- 『啞女房』（雪組）（1927年1月1日 - 1月31日、宝塚大劇場）